# Kim Ye-won (atriz)
Kim Ye-won (em coreano: 김예원; nascida Kim Shin-ah; 11 de dezembro de 1987) é uma atriz e cantora sul-coreana. Ela é conhecida por atuar em Suspicious Partner e Rich Man.

## Filmografia

### Séries de televisão
| Ano  | Título                                              | Papel                                 | Rede              | Ref.          |
| ---- | --------------------------------------------------- | ------------------------------------- | ----------------- | ------------- |
| 2009 | Hometown of Legends "Kiss of the Vampire"           | Cho-ah                                | KBS2              |               |
| 2010 | Chosun Police Season 3                              | Jin Geum-hong (convidado, episódio 1) | MBC Dramanet      |               |
| 2011 | Romance Town                                        | Thu Zar Lin                           | KBS2              | [ 6 ]         |
| 2011 | Cool Guys, Hot Ramen                                | Kang Dong-joo                         | tvN               | [ 7 ]         |
| 2012 | Operation Proposal                                  | Yoo Chae-ri                           | TV Chosun         | [ 8 ]         |
| 2012 | I Need Romance 2012                                 | Kang Na-hyun                          | tvN               | [ 9 ]         |
| 2012 | The Innocent Man                                    | Kim Yoo-ra                            | KBS2              |               |
| 2012 | Drama Special "Art"                                 | Writer Oh                             | KBS2              | [ 10 ]        |
| 2012 | Drama Special "My Wife's First Love"                | Natalie                               | KBS2              | [ 11 ]        |
| 2013 | Pots of Gold                                        | Kwak Min-jung                         | MBC               | [ 12 ]        |
| 2013 | Who Are You?                                        | Jang Hee-bin                          | tvN               | [ 13 ]        |
| 2013 | Bel Ami                                             | Electric Fairy                        | KBS2              | [ 14 ]        |
| 2014 | Into the Flames                                     | young Kumiko                          | TV Chosun         | [ 15 ]        |
| 2014 | Only Love                                           | Hong Mi-rae                           | SBS               | [ 16 ]        |
| 2016 | Don't Dare to Dream                                 | Na Joo-hee                            | SBS               | [ 17 ]        |
| 2017 | Tomorrow, With You                                  | Lee Gun-sok                           | tvN               | [ 18 ]        |
| 2017 | Suspicious Partner                                  | Na Ji-hae                             | SBS               | [ 19 ]        |
| 2017 | Revolutionary Love                                  | Ha Yeon-hee                           | tvN               | [ 20 ]        |
| 2017 | Drama Stage – Assistant Manager Park's Private Life | Choi Bo-min                           | tvN               | [ 21 ]        |
| 2018 | Rich Man                                            | Min Tae-a                             | MBN Dramax        | [ 22 ]        |
| 2018 | Heart Surgeons                                      | Ahn Ji-na                             | SBS               | [ 23 ]        |
| 2019 | Welcome to Waikiki 2                                | Cha Yoo-ri                            | JTBC              | [ 24 ]        |
| 2020 | Cheat on Me, If You Can                             | Ahn Se-jin                            | KBS2              | [ 25 ]        |
| 2021 | Você É Minha Primavera                              | Park Eun Ha                           | tvN               | [ 26 ] [ 27 ] |
| 2023 | Isso Se Chama Amor                                  | Shim Hye-seong                        | Arc Media Disney+ | [ 28 ]        |
| 2024 | Amor entre Inimigos                                 | Cha Ji-hye                            | tvN               | [ 29 ]        |

### Filme
| Ano  | Título                     | Papel                                     | Notas                                   | Ref.   |
| ---- | -------------------------- | ----------------------------------------- | --------------------------------------- | ------ |
| 2008 | A Tale of Legendary Libido | Dal-gaeng                                 |                                         |        |
| 2011 | Sunny                      | Líder de gangue rival "Girls' Generation" |                                         | [ 30 ] |
| 2012 | Horror Stories             | Enfermeira                                | segmento: "Ambulance on the Death Zone" | [ 31 ] |
| 2013 | Horror Stories 2           | Go Byeong-shin's girlfriend (cameo)       | segmento: "The Escape"                  |        |
| 2015 | Take Off 2                 | Ga-yeon                                   |                                         | [ 32 ] |
| 2018 | Door Lock                  | Oh Hyo-joo                                |                                         | [ 33 ] |
| 2023 | Mount Chiak                | Hyeon-ji                                  |                                         | [ 34 ] |
| 2023 | Na Palma da Mão            | Jeong Eun-joo                             |                                         | [ 35 ] |
| 2025 | Virus                      | Ok Ji-Sun                                 |                                         | [ 36 ] |

### Vídeo de música
| Ano  | Título da música           | Artista      |
| ---- | -------------------------- | ------------ |
| 2009 | "Women Are Just Like That" | Kim Dong-hee |

## Teatro musical
| Ano       | Título               | Função           | Ref.   |
| --------- | -------------------- | ---------------- | ------ |
| 2010      | Like Rain Like Music | Jung-hwa/Sang-mi |        |
| 2013–2014 | December             | Yi-yeon/Hwa-yi   | [ 37 ] |
| 2014      | Goong: Musical       | Shin Chae-kyeong |        |
| 2014      | All Shook Up         | Natalie Haller   | [ 38 ] |
| 2016      | Jack the Ripper      | Gloria           | [ 39 ] |

## Rádio
| Ano  | Programa  | Rádio       | Notas | Ref.   |
| ---- | --------- | ----------- | ----- | ------ |
| 2017 | Volume Up | KBS Cool FM | DJ    | [ 40 ] |

## Discografia
| Ano  | Título da música              | Notas                                                             |
| ---- | ----------------------------- | ----------------------------------------------------------------- |
| 2008 | "Bird"                        | Faixa from The Accidental Gangster and the Mistaken Courtesan OST |
| 2010 | "Dahlia of Sadness"           | Faixa from Like Rain Like Music cast recording                    |
| 2010 | "Though You're a Nice Person" | Faixa from Master of Study OST                                    |
| 2011 | "That Coalition"              | Faixa from New Tales of Gisaeng OST                               |
| 2011 | "What a Fool"                 | Faixa from Manny OST                                              |
| 2011 | "I Swear"                     | Faixa from Operation Proposal OST                                 |

## Prêmios e indicações
| Ano  | Prêmio                                          | Categoria                 | Trabalho nomeado   | Resultado | Ref.   |
| ---- | ----------------------------------------------- | ------------------------- | ------------------ | --------- | ------ |
| 2015 | 9th Daegu International Musical Festival Awards | Musical Actor of the Year | —                  | Venceu    | [ 41 ] |
| 2017 | 2017 SBS Drama Awards                           | Best Supporting Actress   | Suspicious Partner | Indicado  |        |